# Wildwood (Floride)
Pour les articles homonymes, voir Wildwood.
Wildwood est une ville dans l’État de Floride, aux États-Unis. En 2020, elle comptait 15 730 habitants.

## Histoire
Monsieur Barwick est considéré comme ayant fondé Wildwood en 1877, selon l'histoire de la Floride de Wanton S. Webb, qui a été publié à la fin du XIXe siècle.

## Géographie

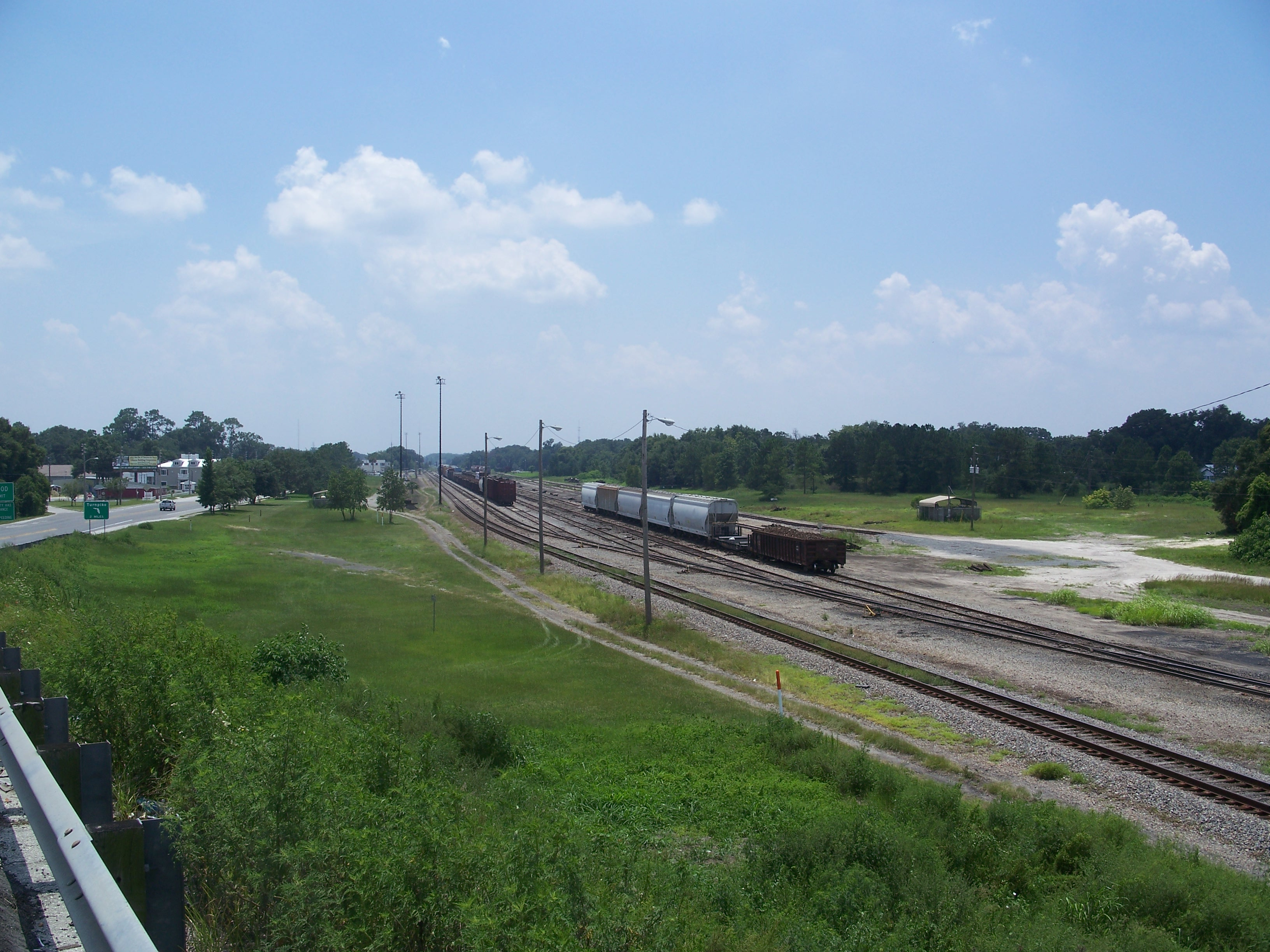
Gare de Wildwood photographiée en 2008.

Wildwood est situé à la jonction de l'autoroute 75, l'autoroute à péage de Floride, la route nationale 44 et US Highway 301. Pendant de nombreuses années Wildwood était la ville du nord de contrôle sur la signalisation routière Turnpike mais elle a été remplacée par Ocala, en début en 2007. En raison de son emplacement central et facile d'accès sur les deux côtes, il est souvent désigné comme "Le Carrefour de la Floride». CSX chemin de fer a également une station située sur la rue principale à Wildwood. La station était aussi un arrêt de la ligne Silver Meteor de la compagnie Amtrak jusqu'en 2004. Aujourd'hui, l'ancienne gare est un chantier d'entretien CSX. En outre, il y a un chemin de fer abandonné détenue par le chemin de fer Midland qui menait jadis à Leesburg.
Dans les années 1900 Wildwood était la cour de division Airline pour le chemin de fer côte (côte côte dans les années suivantes) où les trains en direction sud ont été répartis vers Miami et vers Tampa.

## Démographie
| 1890 | 1900 | 1910 | 1920 | 1930  | 1940  |
| ---- | ---- | ---- | ---- | ----- | ----- |
| 419  | 244  | 329  | 480  | 1 409 | 1 346 |

| 1950  | 1960  | 1970  | 1980  | 1990  | 2000  |
| ----- | ----- | ----- | ----- | ----- | ----- |
| 2 019 | 2 170 | 2 082 | 2 665 | 3 421 | 3 924 |

| 2010  | - | - | - | - | - |
| ----- | - | - | - | - | - |
| 6 709 | - | - | - | - | - |